# Microrasbora rubescens
Microrasbora rubescens es una especie de peces de la familia de los
Cyprinidae en el orden de los Cypriniformes.

## Morfología
Los machos pueden llegar alcanzar los 3 cm de longitud total.

## Hábitat
Es un pez de agua dulce y de clima tropical. (21 °C-25 °C).

## Distribución geográfica
Se encuentran en Asia: Birmania.